# 青鱼单极虫
青鱼单极虫（学名：Thelohanellus mylopharyngodoni）为单极科单极虫属的动物。在中国，分布于浙江等，营寄生生活，寄生在青鱼的胆囊。